# Euphoresia margaritifera
Euphoresia margaritifera är en skalbaggsart som beskrevs av Louis Burgeon 1942. Euphoresia margaritifera ingår i släktet Euphoresia och familjen Melolonthidae. Inga underarter finns listade i Catalogue of Life.